# باج‌افزار پترپ

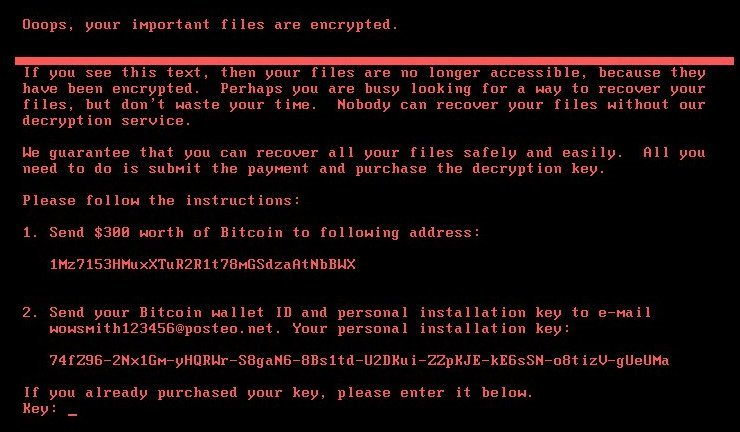
تصویری از صفحه پیغام باج‌خواهی باج‌افزار پترپ

باج‌افزار پترپ (به انگلیسی: Petwrap) یا پتیای جدید (به انگلیسی: New Petya) نام عامل حملات سایبری به بسیاری از کشورها به‌ویژه کشورهای اروپایی است که در تاریخ ۲۷ ژوئن ۲۰۱۷ رخ داد. این حملات در شرایطی رخ داد که حدود دو ماه پیش باج‌افزار واناکرای آسیب بسیار زیادی به شرکت‌ها و سازمان‌ها در کشورهای مختلف وارد کرد.
یک راه هوشمندانه این باج‌افزار برای انتشار، منطبق بر نقطه ضعف مورد استفاده در حمله باج‌افزار واناکرای یعنی پروتکل SMB است؛ بنابراین تمامی رایانه‌های که تاکنون به‌روزرسانی مذکور را انجام نداده‌اند در معرض خطر هستند. دیگر روش انتشار این باج افزار با تکیه بر ارسال ایمیل‌های جعلی حاوی فایل‌های پیوست آلوده است.

## عملکرد
این باج‌افزار با یکی از دو روش انتقال از طریق شبکه یا انتقال از طریق فایل پیوست آلوده وارد سامانه قربانی می‌شود و در ازای بازگردانی اطلاعات قربانی، ۳۰۰ دلار طلب می‌کند.
به محض آلودگی، ابتدا باج‌افزار تلاش برای انتشار آلودگی به دیگر رایانه‌های آسیب‌پذیر و متصل به شبکه محلی را انجام می‌دهد و پس از آن سیستم راه اندازی مجدد شده و روی صفحه به ظاهر فرایند چک دیسک ظاهر می‌شود که در حقیقت همان فرایند رمزگذاری است.
در قیاس با باج‌افزار واناکرای تعداد پسوندهای فایل‌های هدف این باج‌افزار مختصرتر است، اما برخی فایل‌های دیگر را نیز رمز می‌کند.

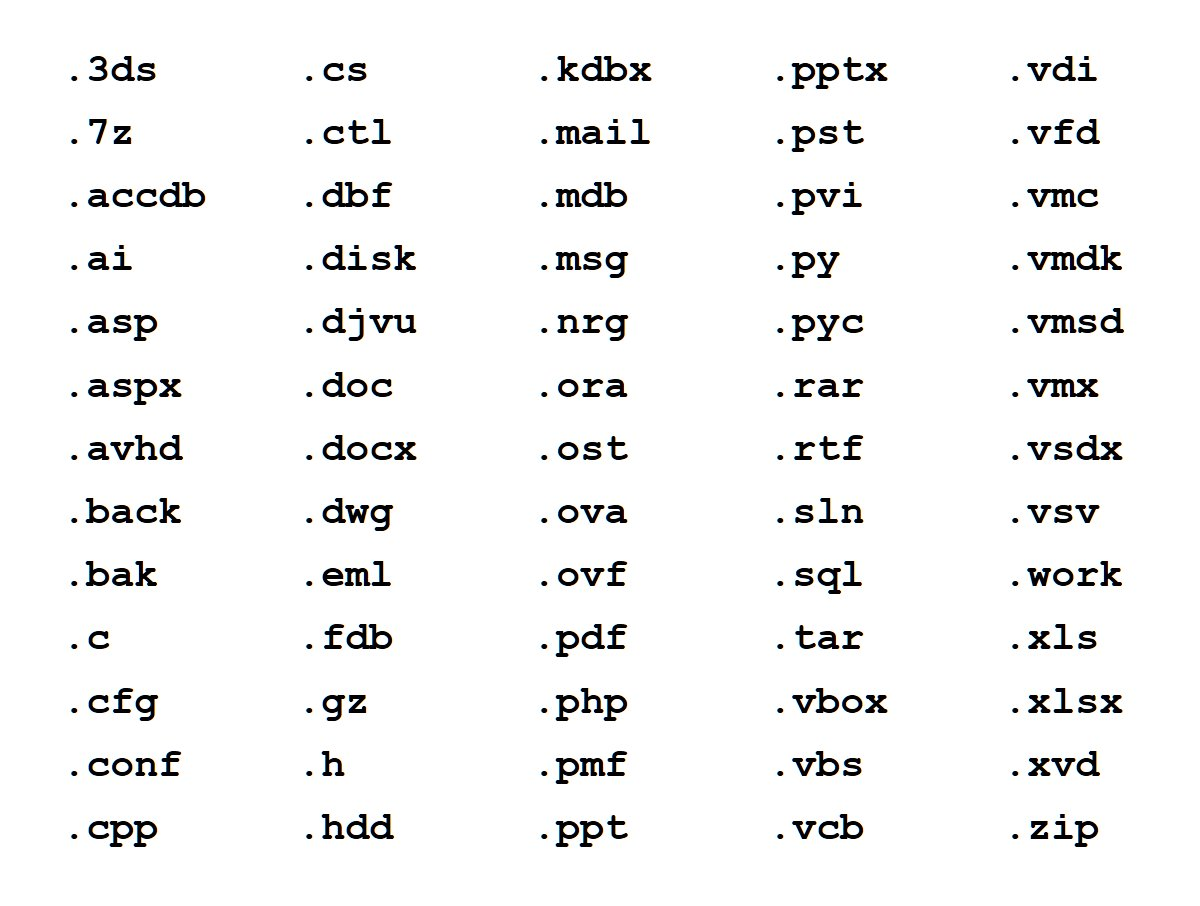
پسوند فایل‌های مورد هدف در سیستم قربانی که توسط باج‌افزار پترپ رمزگذاری می‌شوند.

## جلوگیری
در اولین فرصت پس از آلودگی باید هر چه سریع‌تر سیستم را با قطع برق خاموش نمود، از اجرای سیستم عامل آن جلوگیری نمود و از طریق یک LiveCD یا USB Flash سیستم را روشن کرده و آلودگی را حذف نمود. در این صورت حمله باج‌افزاری شکست خورده و فایل‌ها امن و قابل بازیابی هستند. در غیر این صورت فایل‌های ارزشمند سیستم قربانی رمز گذاری خواهند شد و پیام باج‌خواهی نمایش داده می‌شود.
به طور کلی می‌توان گفت که با به‌روزرسانی سیستم عامل می‌توان جلو انتشار این باج‌افزار را گرفت.

## خسارات ناشی از این حمله
علاوه بر آلودگی بسیاری که به واسطه این باج‌افزار ایجاد شده است، موارد برجسته زیر نیز قابل توجه است:
سیستم‌های نظارتی انتشار آلودگی رادیو اکتیو نیروگاه اتمی سابق چرنوبیل از حالت خودکار به حالت کنترل دستی درآمده‌اند.
گزارش‌های غیررسمی حاکی از آن است که این باج‌افزار به فرودگاه‌ها، دستگاه‌های خود پرداز و POS هم رسیده است.
شرکت روس نفت نیز گزارش آلودگی داده است.
شرکت چند ملیتی Maersk نیز در میان قربانیان است.